# باب ویلا
باب ویلا (انگلیسی: Bob Vila؛ زادهٔ ۲۰ ژوئن ۱۹۴۶) یک مجری تلویزیون، هنرپیشه و تهیه‌کننده فیلم اهل ایالات متحده آمریکا است.
از فیلم‌ها یا مجموعه‌های تلویزیونی که وی در آن‌ها نقش داشته‌است می‌توان به زبر و زرنگ‌ها! قسمت دوم اشاره نمود.